# Testimone inconsapevole
Testimone inconsapevole è un romanzo giallo scritto da Gianrico Carofiglio e pubblicato da Sellerio nel 2002. Esordio narrativo di "sorprendente successo" per un'opera prima, è stato tradotto in numerose lingue tra cui francese, olandese, tedesco, inglese, spagnolo, portoghese e giapponese. È il primo di tre romanzi incentrati sullo stesso protagonista (Testimone inconsapevole, 2002; Ad occhi chiusi, 2003; Ragionevoli dubbi, 2006), pubblicati anche nella raccolta I casi dell'avvocato Guerrieri (Sellerio, 2007). La serie annovera altri quattro titoli: Le perfezioni provvisorie (Sellerio, 2010), La regola dell'equilibrio (Einaudi, 2014), La misura del tempo (Einaudi, 2019) e L’orizzonte della notte (Einaudi, 2024).
Si può considerare un giallo giudiziario o legal thriller, poiché è basato sull'evoluzione di un processo penale osservato dal punto di vista dell'avvocato, il protagonista Guido Guerrieri.

## Trama
È stato ucciso un bambino di nove anni. Il piccolo corpo, privo di tracce di violenza sessuale, viene ritrovato nel fondo di un pozzo. Un delitto atroce, del tutto inspiegabile, di cui è accusato, dopo rapide indagini, un ambulante senegalese, Abdou Thiam, che lavora nella spiaggia vicino alla casa dei nonni, dove il bambino è solito giocare. Inchiodano il senegalese indizi e testimonianze, ma soprattutto una foto e le dichiarazioni di un barista. Un destino processuale segnato: privo di mezzi, lo attendono una frettolosa difesa d'ufficio e vent'anni con rito abbreviato. Ma è un destino che si scontra con quello di un avvocato in crisi che trova, nella lotta per salvare Abdou in una spasimante difesa, un nuovo sapore alla vita. Abdou è davvero innocente? E come demolire la montagna accusatoria? Si dice che il rito processuale italiano non sia adatto al genere del legal thriller, tanto popolare nel mondo anglosassone. Ma il racconto di Carofiglio dipana il suo intreccio in un'aula di tribunale seguendo passo passo il lavoro di una Corte d'Assise, con i giudici, gli avvocati di difesa e di parte civile, la giuria popolare, il pubblico accusatore: e nel gioco di queste parti, nel fraseggio della noia e del colpo di scena, o dell'acuto retorico e dell'affondo micidiale di una controprova, riesce a creare la tensione dell'attesa, a insinuare il dubbio e, soprattutto, a suscitare l'attesa trepida di una giustizia liberatoria.

## Personaggi principali
Guido GuerrieriL'avvocato trentanovenne barese protagonista del romanzo.
Abdou ThiamAbdou Thiam è un venditore ambulante senegalese, nonché cliente del protagonista ed ex-insegnante.
SaraLa ex-moglie di Guido.
MargheritaMargherita è la nuova vicina di casa di Guido Guerrieri.

## Considerazioni narratologiche

### La scelta del protagonista
Gianrico Carofiglio è un magistrato e per il suo primo romanzo sceglie proprio il genere giallo, che si accosta fortemente al suo lavoro, ma fa una scelta molto particolare: il protagonista è un avvocato, categoria che nel suo ambiente si trova dalla parte opposta: avvocati e magistrati agiscono infatti con ottiche ed obiettivi talvolta confliggenti. Ciò ha richiesto quindi un certo impegno da parte dell'autore, che si è trovato a osservare l'intero ambiente del Tribunale da un altro punto di vista.

### Lo stile
L'autore propone con questo romanzo un giallo molto aperto, che spesso si allarga alle vicende e ai pensieri del protagonista (viene evidenziata in particolare la situazione di crisi psicologica), il quale, oltretutto, non ha propriamente il ruolo di detective, anche se è sempre alla ricerca di una qualsiasi controprova, anche la più insignificante, per testimoniare l'innocenza del cliente.

## Edizioni
- Gianrico Carofiglio, Testimone inconsapevole, Collana La memoria, Palermo, Sellerio, 2002,  pp. 316, cap. 39 (6+14+19), ISBN 978-88-389-1800-1.